# 三线铅笔鱼
三线铅笔鱼為輻鰭魚綱脂鯉目脂鯉亞目鱂脂鯉科的一個種。

## 分布
本魚分布於南美洲巴西、祕魯、玻利維亞、蓋亞那的亞馬遜河和尼格羅河流域。

## 特徵
本魚魚體細長，三條黑條紋貫穿整個淺金褐色的魚體：最上面和中間的條紋被金色魚體隔開來，分別消失在尾鰭基部的一塊鮮紅斑點裡。在中間條紋的下方，體色呈銀白。白色背鰭、臀鰭和腹鰭上都有鮮紅色斑紋。體長可達3.3公分。

## 生態
本魚棲息在溪流和沼澤中，性情溫和，喜群游，屬雜食性，以蠕蟲、甲殼動物與昆蟲等為食。

## 經濟利用
為觀賞性魚類。